# El rapto de Ganimedes
El rapto de Ganimedes (en italiano, Ganimede e l’aquila) es un cuadro del pintor italiano Antonio Allegri da Correggio. Está realizado en óleo sobre lienzo, y fue pintado hacia 1531-1532; actualmente, se encuentra en el Museo de Historia del Arte de Viena, en Austria. En esta obra y en Júpiter e Ío, Correggio alcanza la cima de sus posibilidades artísticas.
Esta pintura fue pintada como pieza que acompañaba a Júpiter e Ío, también en el museo de Viena. Los dos cuadros, junto con otra pareja, la Dánae que se conserva en Roma y la Leda con el cisne de Viena, forma parte de un ciclo de cuatro telas ejecutado por Correggio a partir del año 1530, con el título «Los amores de Júpiter», encargado por Federico II Gonzaga para decorar la Sala de Ovidio en el Palazzo Tè de Mantua; no obstante, fueron un regalo para el emperador Carlos V, y, en consecuencia, el ciclo fue dispersado fuera de Italia.
En la mitología griega, Ganimedes era un hermoso príncipe troyano, hijo del mismo epónimo Tros (o de Laomedonte, según otras fuentes). Ganimedes residía en el Monte Ida de Frigia, y Zeus lo raptó adoptando la forma de un águila. En el Olimpo, Zeus hizo a Ganimedes su amante, y también su copero en sustitución de Hebe.
En el cuadro se representa el momento del ascenso del bello joven Ganimedes, cogido por el águila. En la parte inferior, hay un perro mirándolos, mientras que Ganimedes fija la mirada en el espectador. Tanto este perro como las rocas que están formadas por numerosas líneas verticales subrayan la idea de movimiento ascendente. El formato del cuadro, estrecho y alto, es idóneo para representar estas imágenes de ascensión.